# Ariton
Ariton is een plaats (town) in de Amerikaanse staat Alabama, en valt bestuurlijk gezien onder Dale County.

## Demografie
Bij de volkstelling in 2000 werd het aantal inwoners vastgesteld op 772.
In 2006 is het aantal inwoners door het United States Census Bureau geschat op 750, een daling van 22 (-2,8%).

## Geografie
Volgens het United States Census Bureau beslaat de plaats een oppervlakte van
13,1 km², geheel bestaande uit land. Ariton ligt op ongeveer 151 m boven zeeniveau.

## Plaatsen in de nabije omgeving
De onderstaande figuur toont de plaatsen in een straal van 32 km rond Ariton.